# Chlumec nad Cidlinou
Pour les articles homonymes, voir Chlumec.
Chlumec nad Cidlinou (en allemand : Chlumetz an der Cidlina) est une ville du district de Hradec Králové, dans la région de Hradec Králové, en Tchéquie. Sa population s'élevait à 5 561 habitants en 2022.

## Géographie
Chlumec nad Cidlinou est située à la confluence de la Cidlina et de la Bystřice, à 10 km au sud de Nový Bydžov, à 27 km à l'ouest-sud-ouest de Hradec Králové et à 74 km à l'est de Prague.
La commune est limitée par Lišice et Nepolisy au nord, par Nové Město à l'est, par Klamoš au sud, et par Žiželice, Olešnice, Převýšov et Lovčice à l'ouest.

## Histoire
La première mention écrite de la localité date de 1110.

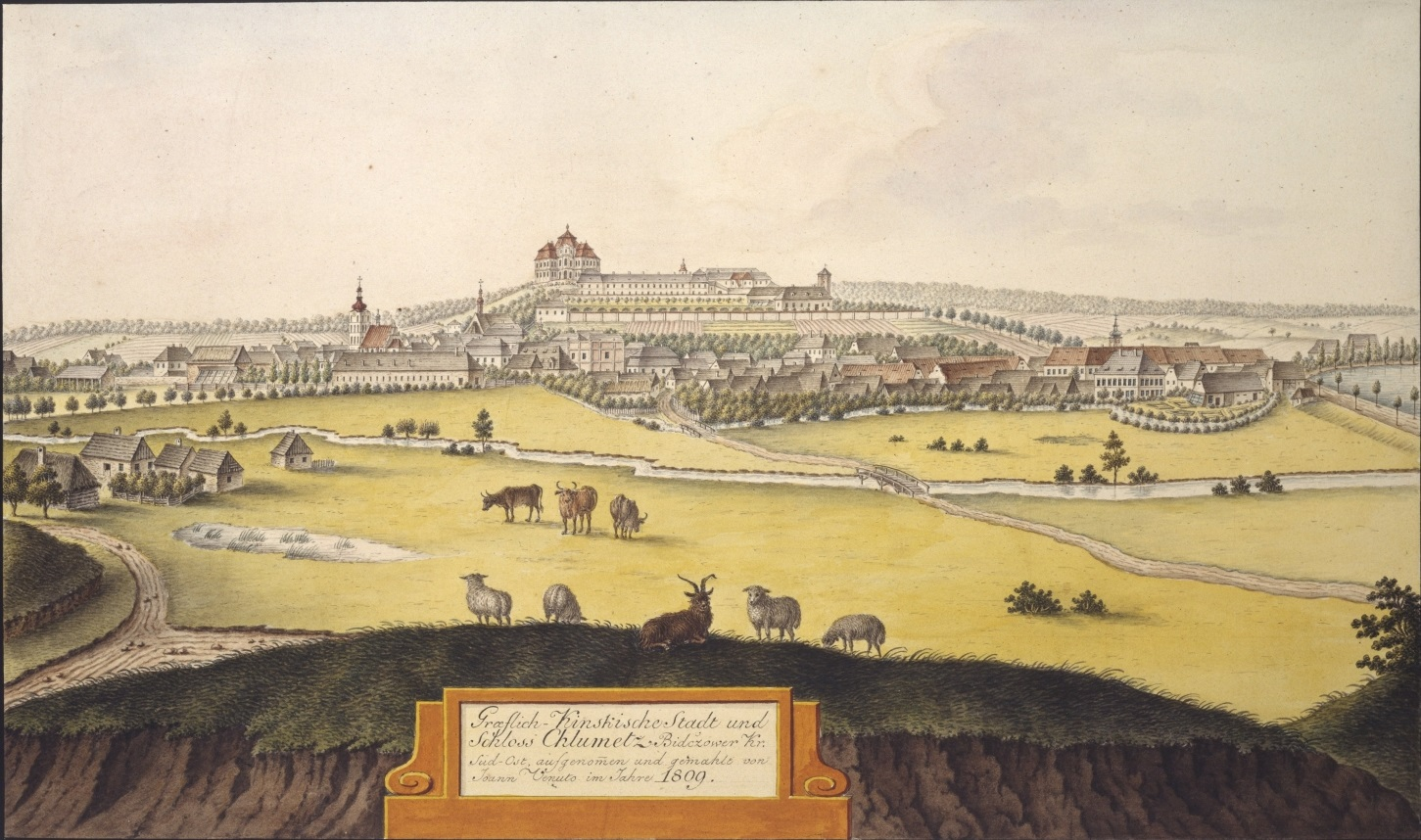
Chlumec nad Cidlinou en 1809, par Joann Venuto.

## Administration
La vommune se compose de sept sections :
- Chlumec nad Cidlinou I
- Chlumec nad Cidlinou II
- Chlumec nad Cidlinou III
- Chlumec nad Cidlinou IV
- Kladruby
- Lučice
- Pamětník

## Galerie

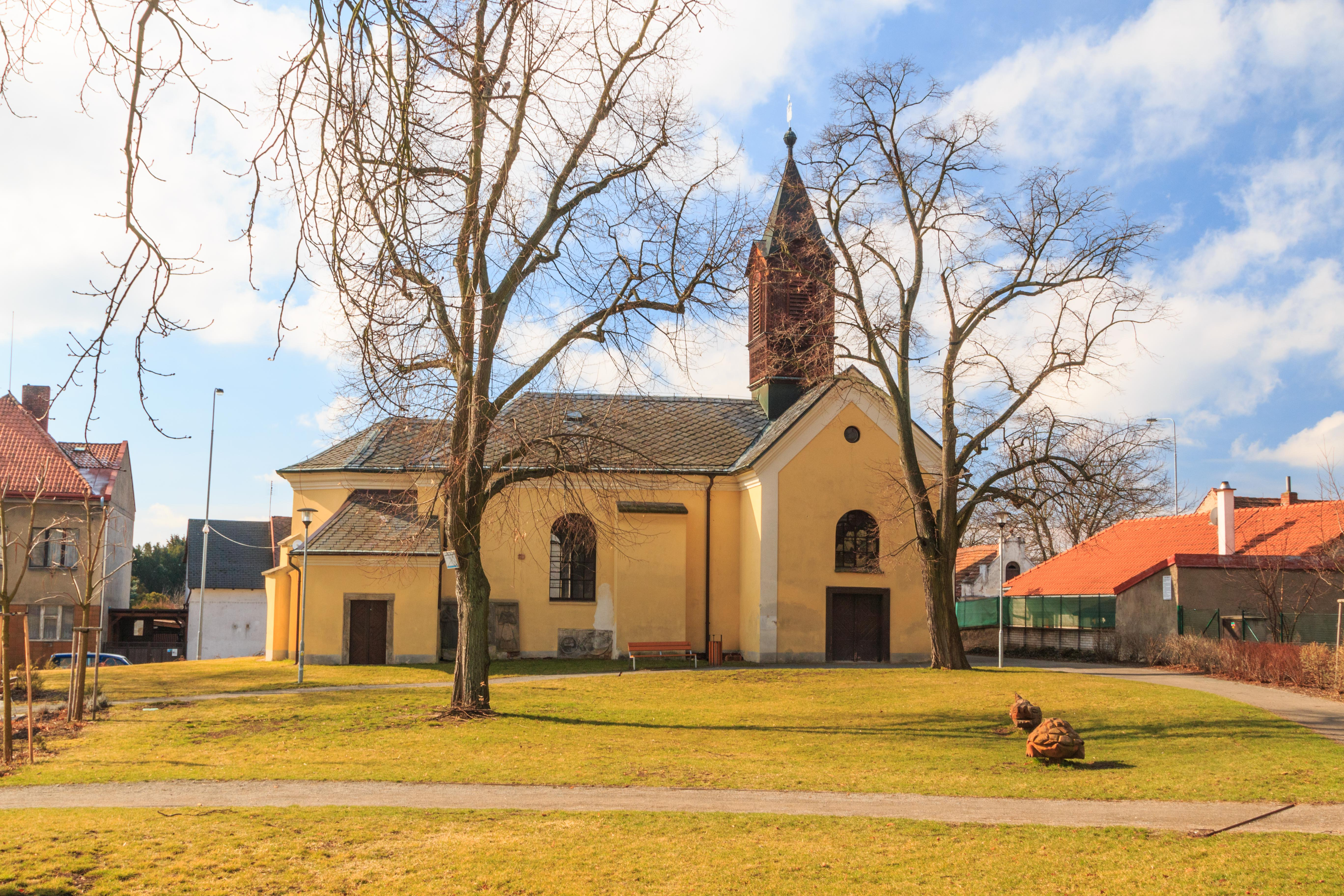
Église de la Sainte-Trinité.
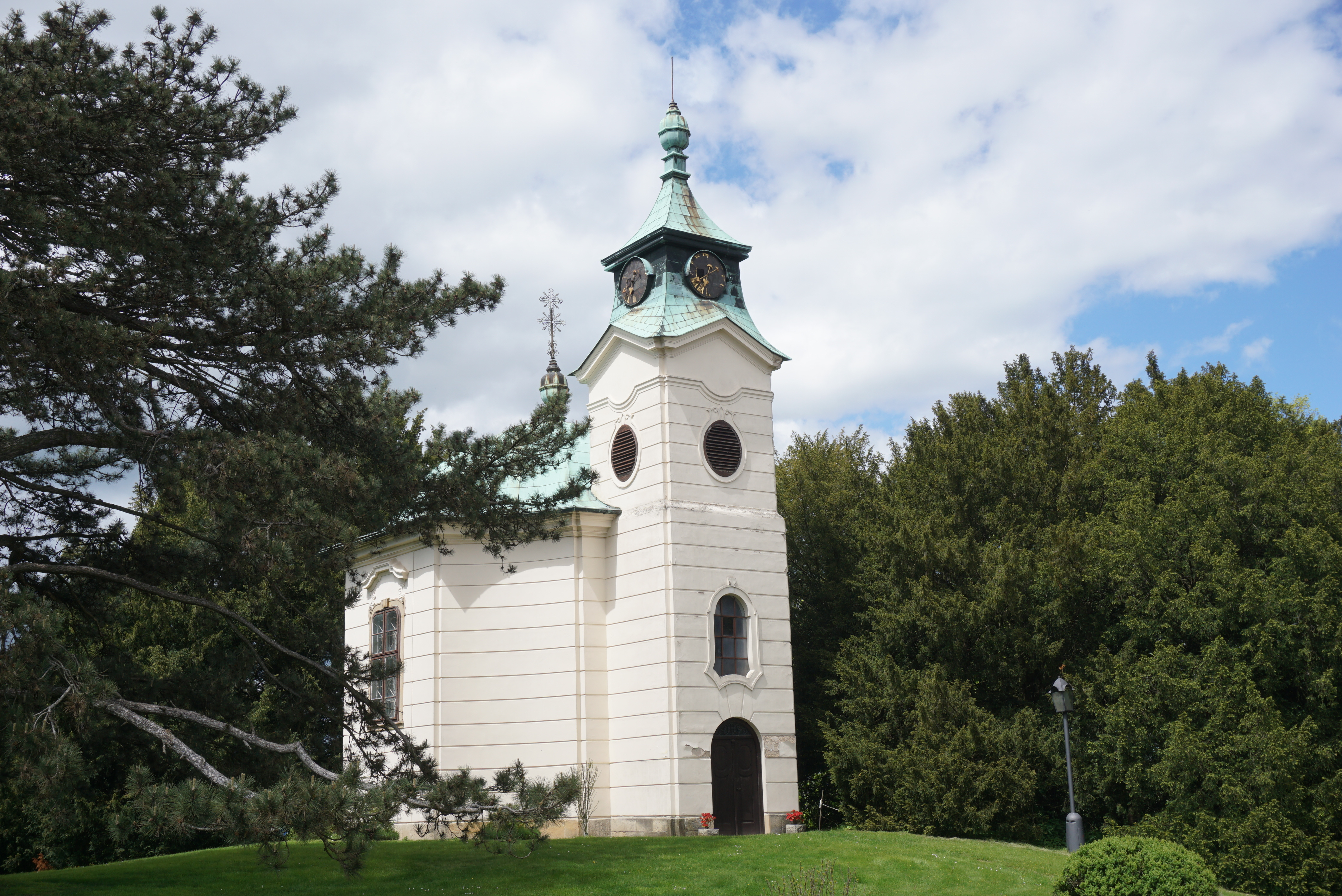
Chapelle de l'Annonciation.

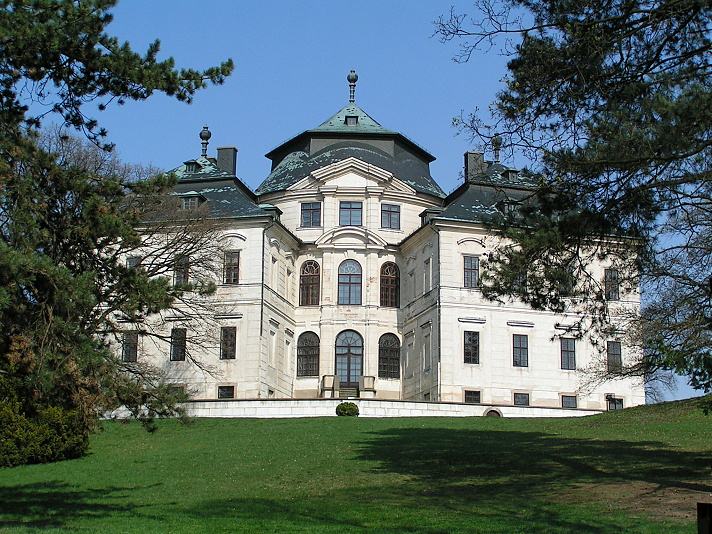
Château Karlova Koruna.
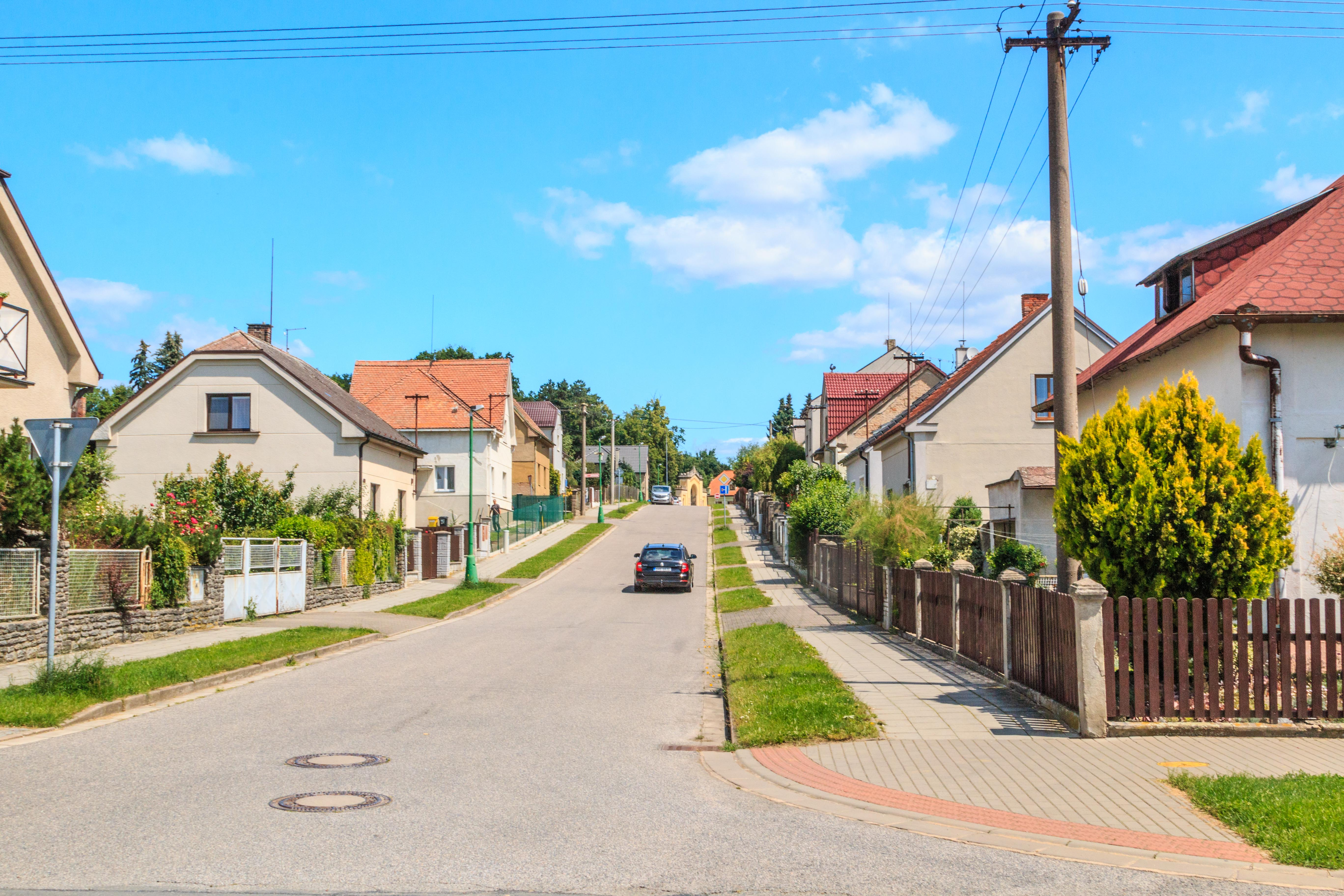
La rue Dvořák.

## Transports
Par la route, Chlumec nad Cidlinou trouve à 29 km de Pardubice, à 30 km de Hradec Králové et à 86 km de Prague. 